# Creatio
Creatio (originalmente bpm'online) es una solución low-code de software que sirve de servicio (SaaS) para la gestión de procesos y CRM (manejo de las relaciones con el cliente o consumidor). A partir de 2020, la pila de soluciones Creatio comprendía los siguientes proyectos: Studio Creatio (plataforma low-code), Sales Creatio (software de automatización de la fuerza de ventas), Marketing Creatio (herramienta de automatización de marketing) y Service Creatio (software de mesa de ayuda).

## Historia
Creatio comenzó sus operaciones como bpm'online, su nombre original, el 8 de febrero de 2011. El sistema CRM bpm'online fue el primer producto desarrollado en la plataforma.
En noviembre de 2011, la plataforma bpm'online ganó el premio CRM Idol EMEA. Paul Greenberg, experto en Customer Relationship Management (CRM), justificó la decisión del jurado diciendo lo siguiente: «Es una de los mejores plataformas gráficas que he visto y, de hecho, facilita que los inexpertos en tecnología desarrollen un proceso que se pueda inyectar en un componente de ventas. o alguna función de marketing, o incluso, en los procesos de toda la empresa (...) Es una plataforma fresca y fácil de usar; cuenta con un conjunto de herramientas muy útil que permite la creación de procesos complejos, tal vez no ha sido diseñada para usuarios novatos, sino no-técnicos». En ese momento, la plataforma contaba con: administración de datos de clientes, funciones de gestión de ventas, gestión de campañas, gestión del tiempo y gestión de documentos.
La versión 5.2, lanzada en diciembre de 2011, introdujo mejoras significativas que permitieron a las organizaciones administrar mejor los datos e interacciones de los clientes en las redes sociales (Facebook, LinkedIn y Twitter) e introdujo además la posibilidad de integración con Google Maps.
En enero de 2012, el software se incluyó por primera vez en «The CRM Watchlist», compilado por Paul Greenberg. El software bpm'online también ganó este premio en 2013, 2014, 2016 y 2020.
A principios de 2013, se lanzaron aplicaciones para Android e iOS. En junio de 2013, se lanzó la versión 7.0, que marcó una nueva generación de la plataforma en el desarrollo de aplicaciones.
La versión 7.3, lanzada en junio de 2014, incluía una red social empresarial y ofrecía además integración con Microsoft Exchange, entre otras opciones.
En marzo de 2015, Forrester Research incluyó por primera vez bpm'online en su herramienta de evaluación «Forrester Wave» en la lista de las 10 mejores soluciones CRM para medianas empresas. En abril, el producto apareció por primera vez en el Cuadrante Mágico de Gartner para centros de interacción con el cliente que utilizan CRM y se ha incluido en el informe todos los años desde entonces. En junio de 2015, se publicó la versión 7.6 con importantes actualizaciones de los módulos de ventas, marketing y servicio al cliente.
En febrero de 2016, Forrester Research incluyó por primera vez al software bpm'online en su herramienta de evaluación «Forrester Wave», la cual se centra en la inteligencia artificial, la big data y los emprendimientos en la nube, haciendo así una revisión y análisis de la versión 7.7 de la plataforma. Las versiones 7.8 y 7.9, lanzadas en 2016, introdujeron más funciones para simplificar el uso de la plataforma a aquellos usuarios sin conocimientos técnicos y mejorar la capacidad de estos para configurar interfaces de usuario y desarrollar así procesos comerciales.
En octubre de 2017 se publicó la versión 7.11. Algunas actualizaciones clave incluyeron nuevas capacidades de aprendizaje automático y algoritmos predictivos, un diseñador de campañas de marketing mejorado, capacidades extendidas de gestión de casos y BPM, así como mejoras en las aplicaciones móviles.
En marzo de 2018, Forrester Research incluyó a la plataforma bpm'online en su herramienta «Forrester Wave» sobre gestión dinámica en la nube, revisando la versión 7.11 de la plataforma. Los revisores colocaron la plataforma bpm'online en la categoría de «Rendimientos fuertes». Se destacó que el software bpm'online tiene más de «150 plantillas de casos y aplicaciones disponibles en una comunidad externa» y agregaron que la plataforma suele ser «una alternativa más liviana que las ofrecidas por la empresa Pegasystems, por ejemplo». En abril, Gartner incluyó a bpm’online en su Cuadrante Mágico de Plataforma de Aplicaciones Empresariales de Alta Productividad en la Categoría de Software de Servicio.
En marzo de 2019, Forrester Research incluyó a la plataforma bpm'online en sus 10 principales proveedores de investigación de automatización de procesos digitales. Los investigadores evaluaron la versión 7.13 de la plataforma y la colocaron en la categoría de Ejecutores fuertes. En abril de 2019, se lanzó la versión 7.14, la cual incorporó un portal de clientes y socios a la plataforma, además de otras herramientas de diseño para una mayor personalización de la interfaz del sistema. En 2019, Gartner reconoció a bpm'online como «líder» en dos cuadrantes mágicos, gestión de clientes potenciales de CRM y automatización de la fuerza de ventas (el software había entrado por primera vez en estos cuadrantes como «jugador de nicho» en 2016). La empresa de investigación también incluyó bpm'online en su revisión de las plataformas de aplicaciones empresariales low-code. En 2019, el software fue estudiado con la herramienta de evaluación Forrester Wave sobre soluciones de servicio al cliente.
En octubre de 2019, se cambió el nombre del software de bpm'online a Creatio.
En febrero de 2020, Creatio fue nuevamente nombrada ganadora en la lista The CRM Watchlist. En marzo de 2020, se otorgó acceso gratuito a la plataforma Service Creatio a varias agencias de atención médica, hospitales, organizaciones sin fines de lucro y otras organizaciones que luchan contra la COVID-19. En julio de 2020, la plataforma low-code Creatio se convirtió en la ganadora de los premios Stevie «People's Choice» en la nominación de «Solución de automatización de procesos digitales». En 2020, Creatio ha sido nombrado «Líder» en dos Cuadrantes Mágicos de Gartner («Gestión de clientes potenciales de CRM» y «Automatización de la fuerza de ventas»); y «Jugador de nicho» en otros dos («Centro de participación del cliente de CRM» y «Enterprise Low-Plataformas de aplicación de código»).

## Productos
Creatio es una solución low-code de software como servicio (SaaS) para la gestión de procesos y CRM (gestión de relaciones con el cliente). Se puede utilizar para automatizar tareas comerciales, implementar reglas y desarrollar integraciones de terceros. El marco fue integrado en .NET, las personalizaciones y los scripts se crean en C # (código del lado del servidor) o JavaScript (código del lado del cliente).
Además de Studio Creatio (plataforma low-code), Creatio ofrece tres aplicaciones CRM: Sales Creatio (software de automatización de la fuerza de ventas), Marketing Creatio (herramienta de automatización de marketing) y Service Creatio (software de mesa de ayuda). También existe Studio Creatio Free, una herramienta gratuita para administrar procesos comerciales y crear aplicaciones.

## Publicaciones
- Maoz, Michael; Davies, Jim (27 de abril de 2015). «Magic Quadrant for the CRM Customer Engagement Center». Gartner.(requiere suscripción)
- Leggett, Kate; Powers, Stephen; Tibbetts, Fraser;Ephraim, Arelai (25 de marzo de 2015). «The Forrester Wave: CRM Suites For Midsize Organizations, Q1 2015». Forrester Research. Archivado desde el original el 30 de julio de 2020.(requiere suscripción)
- Le Clair, Craig; Cullen, Alex; Cullen, Elizabeth; Lynch, Diane (2 de febrero de 2016). «The Forrester Wave: Dynamic Case Management, Q1 2016». Forrester Research. Archivado desde el original el 3 de julio de 2016.(requiere suscripción)
- Le Clair, Craig; O'Donnell, Glenn; Perdoni, Robert; Lynch, Diane (8 de marzo de 2018). «The Forrester Wave: Cloud-Based Dynamic Case Management, Q1 2018». Forrester Research. Archivado desde el original el 6 de abril de 2018.(requiere suscripción)
- Vincent, Paul; Baker, Van; Natis, Yefim; Iijima, Kimihiko; Driver, Mark; Dunie, Rob; Wong, Jason; Gupta, Aashish. «Gartner Magic Quadrant for Enterprise High-Productivity Application Platform as a Service». Gartner. Archivado desde el original el 1 de julio de 2019.(requiere suscripción)
- Koplowitz; Rob; Rymer, John, Mines, Christopher; Vizgaitis, Allison; Reese, Andrew (12 de marzo de 2019). «The Forrester Wave™: Digital Process Automation For Wide Deployments, Q1 2019». Forrester Research. Archivado desde el original el 4 de abril de 2019.(requiere suscripción)
- Hansen, Ilona; Poulter, Julian; Elkin, Noah; Ferguson, Christy (23 de septiembre de 2019). «Gartner Magic Quadrant for CRM Lead Management». Gartner. Archivado desde el original el 3 de agosto de 2020.(requiere suscripción)
- Travis, Theodore; Hilbert, Melissa; Zijadic, Adnan; Hansen, Ilona (26 de junio de 2019). «Gartner Magic Quadrant for Sales Force Automation». Gartner. Archivado desde el original el 27 de enero de 2020.(requiere suscripción)
- Leggett, Kate; Hong, Daniel; Dawson, Sarah; Harrison, Peter (18 de junio de 2019). «The Forrester Wave™: Customer Service Solutions, Q2 2019». Forrester Research. Archivado desde el original el 27 de enero de 2020. Consultado el 4 de agosto de 2020.(requiere suscripción)
- Vincent, Paul; Iijima, Kimihiko; Driver, Mark; Jason; Wong, Yefim, Wong (8 de agosto de 2019). «Gartner Magic Quadrant for Enterprise Low-Code Application Platforms». Gartner. Archivado desde el original el 26 de junio de 2020.(requiere suscripción)
- Manusama, Brian; LeBlanc, Nadine (4 de junio de 2020). «Gartner Magic Quadrant for the CRM Customer Engagement Center». Gartner. Archivado desde el original el 22 de junio de 2020. Consultado el 19 de agosto de 2020.(requiere suscripción)